# Julia Franck
Julia Franck (Berlín Oriental, 20 de febrero de 1970) novelista alemana ganadora del Deutscher Buchpreis  de 2007.
En 1978, su familia escapó a Berlín Occidental y más tarde a Schleswig-Holstein. Estudió filología alemana y estudios americanos en la Universidad Libre de Berlín y vivió en Estados Unidos, México y Guatemala. Ha trabajado como editora del Sender Freies Berlin y escrito para varias publicaciones. Es nieta de la escultora Ingeborg Hunzinger.
Su novela La mujer del mediodía obtuvo el premio a mejor libro en lengua alemana en 2007.

## Obra
- Der neue Koch (1997)
- Liebediener (1999)
- Bauchlandung (2000)
- Lagerfeuer (2003)
- Mir nichts, dir nichts (2006)
- La mujer del mediodía (Die Mittagsfrau) (2007)
- Grenzübergänge (2009)